# 질 프라피에
질 프라피에(Jill Frappier)는 영국의 배우, 성우, 영화배우이다.
런던에서 태어났다.

## 영화
- 빨간머리 앤 - 참된 행복을 찾아서 (2000년)
- 헬로 키티 (1993년)
- 13일의 금요일 - TV 시리즈 (1987년)
- 스트레인지 브루 (1983년)